# レシェトニェフ
レシェトニェフ (英: Joint-Stock Company “Academician M.F. Reshetnev “Information Satellite Systems”、露: ОАО «Информационные спутниковые системы» имени академика М. Ф. Решетнёва、訳：株式会社 アカデーミカM.F.レシェトニェフ情報衛星システムズ、略字: JSC-ISSなど）はロシアの衛星製造会社。本部はクラスノヤルスク地方クラスノヤルスク近郊のジェレズノゴルスク閉鎖都市。

## 概要
1959年にミハイル・レシェトニェフによって設立され、以前はNPO PMと呼ばれていた。
JSC-ISSは通信、TV放送、航行、測位衛星を設計・製造している。地上試験から軌道制御に至るまでミッションの全ての期間にわたってサービスを行っており、さらには衛星通信用の地上アンテナの製造も行っている。
GLONASS, GLONASS-M, GLONASS-K衛星を含むGLONASS衛星測位システムの主開発企業であり、エクスプレス通信衛星シリーズ(エクスプレスMDを除くシリーズ)の製造も行っている。他に、通信衛星ラドガ、放送衛星エクランや、モルニヤ通信衛星シリーズ、データ中継衛星Luchの製造を行った。またヨーロッパのSESAT (Eutelsat-W4)、イスラエルのAMOS-5、インドネシアのTelkom-3といった商業通信衛星の受注も行っている。EXPRESS-A, EXPRESS-M, EXPRESS-1000, EXPRESS-2000, EXPRESS-4000バスを開発しており、Uragan-M(GLONASS-M)や、EXPRESS-A, EXPRESS-Mといった少し前の衛星や小型衛星バスでは与圧構造を採用しているのが特徴。
また2008年に打ち上げられたYubileinyといった科学衛星の製造もおこなっている。
1965年からはフランスのタレス・アレーニア・スペースとの協力が続いている。